# FA Cup 2020-2021 (turni di qualificazione)
I turni di qualificazione della FA Cup 2020-2021 hanno inaugurato la 140ª edizione della competizione di calcio ad eliminazione diretta più antica al mondo. Vi hanno preso parte 644 squadre, due in più rispetto alla passata stagione, dal 5º al 10º livello del sistema calcistico inglese. Sono state ammesse, al fine del raggiungimento delle 737 squadre (divenute 736 in seguito al forfait del Macclesfield Town, 74 squadre di 10ª divisione, determinate con estrazione a sorte per via della cancellazione nella stagione precedente dei relativi campionati a causa della pandemia da COVID-19.
La pandemia ha reso necessario altresì, per evitare il sovraffollamento del calendario, l'eliminazione delle gare di replay, disponendo l'effettuazione dei Tiri di rigore in caso la partita fosse terminata in parità. La FA ha inoltre rivisto i premi, optando per una riduzione sui livelli della stagione 2017-2018.

## Calendario
Un programma gare provvisorio è stato pubblicato nel mese di luglio e successivamente confermato il 3 agosto 2020. Con la cancellazione degli eventuali replay, molti turni sono stati programmati di martedì invece che di sabato com'era consuetudine.
| Fase                    | Turno                           | Sorteggio         | Data              | Partite | Squadre entrate | Campionati entranti    | Premio squadra vincente | Premio squadra perdente |
| ----------------------- | ------------------------------- | ----------------- | ----------------- | ------- | --------------- | ---------------------- | ----------------------- | ----------------------- |
| Turni di qualificazione | Turno extra preliminare         | 18 agosto 2020    | 1 settembre 2020  | 184     | 368             |                        | £1.125                  | £375                    |
| Turni di qualificazione | Turno preliminare               | 18 agosto 2020    | 12 settembre 2020 | 155     | 136             | N&S&I Divisions One    | £1.444                  | £481                    |
| Turni di qualificazione | Primo turno di qualificazione   | 14 settembre 2020 | 22 settembre 2020 | 121     | 74              | N&S&I Premier Division | £2.250                  | £750                    |
| Turni di qualificazione | Secondo turno di qualificazione | 25 settembre 2020 | 3 ottobre 2020    | 82      | 43              | National North & South | £3.375                  | £1.125                  |
| Turni di qualificazione | Terzo turno di qualificazione   | 5 ottobre 2020    | 13 ottobre 2020   | 41      |                 |                        | £5.625                  | £1.875                  |
| Turni di qualificazione | Quarto turno di qualificazione  | 15 ottobre 2020   | 24 ottobre 2020   | 32      | 23              | National League        | £9.375                  | £3.125                  |

## Risultati

### Turno extra preliminare
Il sorteggio del turno extra preliminare si è svolto il 18 agosto 2020. A questo turno partecipano 368 squadre dalla 8ª alla 10ª divisione, il campionato di livello più basso rappresentato.
| Squadra 1                         | Risultato       | Squadra 2                    |
| --------------------------------- | --------------- | ---------------------------- |
| 31 agosto 2020                    |                 |                              |
| Woodford Town (9)                 | 3–1             | London Colney (9)            |
| 1 settembre 2020                  |                 |                              |
| Penrith (9)                       | 3–2             | Pickering Town (8)           |
| Northallerton Town (9)            | 1–4             | Billingham Town (9)          |
| Sunderland RCA (9)                | 3–1             | Durham City (10)             |
| Whickham (9)                      | 0–0 (2-4 dtr)   | West Allotment Celtic (10)   |
| Thornaby (9)                      | 2–0             | Bridlington Town (9)         |
| Glasshoughton Welfare (10)        | 1–1 (2-4 dtr)   | Knaresborough Town (9)       |
| Hebburn Town (9)                  | 4–1             | Hemsworth Miners Welfare (9) |
| Consett (9)                       | 3–2             | Ryhope Colliery Welfare (9)  |
| Marske United (8)                 | 3–0             | North Shields (9)            |
| Garforth Town (9)                 | 0–3             | Whitley Bay (9)              |
| Newcastle Benfield (9)            | 1–1 (4-3 dtr)   | Seaham Red Star (9)          |
| Ashington (9)                     | 2–1             | Goole (9)                    |
| 1874 Northwich (9)                | 1–6             | Warrington Rylands 1906 (9)  |
| Longridge Town (9)                | 2–1             | Winsford Utd (9)             |
| Wythenshawe Amateurs (10)         | 1–1 (4-2 dtr)   | Shelley (10)                 |
| Runcorn Town (9)                  | 2–1             | Thackley (9)                 |
| Eccleshill Utd (9)                | 0–3             | Silsden (9)                  |
| AFC Darwen (10)                   | 2–4             | Barnoldswick Town (9)        |
| Northwich Victoria (9)            | 1–0             | Padiham (9)                  |
| Skelmersdale Utd (9)              | 3–2             | Penistone Church (9)         |
| Daisy Hill (10)                   | 0–2             | Colne (8)                    |
| Athersley Recreation (9)          | 1–4             | Charnock Richard (9)         |
| Irlam (9)                         | 2–1             | Liversedge (9)               |
| Maine Road (10)                   | 0–5             | Squires Gate (9)             |
| Congleton Town (9)                | 1–1 (3-2 dtr)   | Burscough (9)                |
| Hanley Town (9)                   | 3–1             | Lye Town (9)                 |
| Rugby Town (9)                    | 0–2             | Worcester City (9)           |
| Sporting Khalsa (9)               | 2–1             | Boldmere St Michaels (9)     |
| Highgate Utd (9)                  | 0–3             | AFC Bridgnorth (10)          |
| Stourport Swifts (9)              | 1–3             | Coventry United (9)          |
| Gresley Rovers (9)                | 2–0             | Wellington (10)              |
| Stone Old Alleynians (10)         | 0–0 (1-4 dtr)   | Tividale (9)                 |
| Bewdley Town (10)                 | 1–5             | OJM Black Country (10)       |
| Romulus (9)                       | 0–0 (3-4 dtr)   | Coventry Sphinx (9)          |
| Chelmsley Town (10)               | 0–3             | Shifnal Town (10)            |
| Westfields (9)                    | 2–0             | Brocton (10)                 |
| Heather St John's (9)             | 0–1             | Walsall Wood (9)             |
| Whitchurch Alport (9)             | 3–1             | Haughmond (9)                |
| Racing Club Warwick (9)           | 3–0             | AFC Wulfrunians (9)          |
| Anstey Nomads (9)                 | 3–0             | Sleaford Town (9)            |
| Lutterworth Town (9)              | 2–0             | Staveley Miners Welfare (9)  |
| Radford (10)                      | 1–1 (3-4 dtr)   | Shepshed Dynamo (9)          |
| Spalding Utd (8)                  | 1–3             | Barton Town (9)              |
| Quorn (9)                         | 2–0             | Melton Town (10)             |
| AFC Mansfield (9)                 | 2–1             | Sherwood Colliery (10)       |
| Long Eaton Utd (9)                | 3–1             | Grimsby Borough (9)          |
| Newark (9)                        | 4–0             | Deeping Rangers (9)          |
| Maltby Main (9)                   | 2–1             | Handsworth (9)               |
| West Bridgford (10)               | 1–1 (5-3 dtr)   | Dunkirk (10)                 |
| Leicester Nirvana (9)             | 1–3             | GNG Oadby Town (9)           |
| Long Melford (9)                  | 3–2             | Northampton ON Chenecks (9)  |
| Whitton United (9)                | 4–3             | Ipswich Wanderers (10)       |
| Newmarket Town (9)                | N.D.            | Walsham-le-Willows (9)       |
| Hadleigh United (9)               | 3–4             | Mildenhall Town (9)          |
| Peterborough Northern Star (9)    | 0–1             | Potton United (9)            |
| Kirkley & Pakefield (9)           | 1–2             | Cogenhoe United (9)          |
| Diss Town (10)                    | 1–0             | Framlingham Town (10)        |
| Thetford Town (9)                 | 2–0             | Wellingborough Town (9)      |
| Burton Park Wanderers (10)        | N.D.            | AFC Sudbury (8)              |
| Gorleston (9)                     | 5–0             | Swaffham Town (9)            |
| Haverhill Rovers (9)              | 2–1             | Norwich Utd (9)              |
| Eynesbury Rovers (9)              | 7–3             | Desborough Town (9)          |
| Wellingborough Whitworth (10)     | 1–6             | Harborough Town (9)          |
| Woodbridge Town (9)               | 2–2 (6-7 dtr)   | Biggleswade United (9)       |
| Stowmarket Town (9)               | 2–1             | Rothwell Corinthians (9)     |
| Wroxham (9)                       | 5–0             | Arlesey Town (9)             |
| Redbridge (9)                     | 0–2             | Harpenden Town (9)           |
| Harlow Town (8)                   | 5–1             | Enfield (9)                  |
| Clapton (9)                       | 2–2 (5-6 dtr)   | Sporting Bengal United (9)   |
| Hoddesdon Town (9)                | 1–2             | FC Clacton (9)               |
| New Salamis (10)                  | 1–0             | Colney Heath (9)             |
| Southend Manor (9)                | 0–5             | Ware (8)                     |
| Walthamstow (9)                   | 3–2             | London Lions (10)            |
| Saffron Walden Town (9)           | 4–2             | Little Oakley (10)           |
| Stansted (9)                      | 3–2             | Takeley (9)                  |
| Cockfosters (9)                   | 4–2             | Stanway Rovers (9)           |
| Hullbridge Sports (8)             | 0–2             | Hadley (9)                   |
| Sawbridgeworth Town (9)           | 2–1             | Romford (8)                  |
| Brantham Athletic (9)             | 1–1 (3-2 dtr)   | Benfleet (10)                |
| Oxhey Jets (9)                    | 1–0             | Bishop's Cleeve (9)          |
| Clanfield (10)                    | 0–1             | Long Crendon (10)            |
| Leverstock Green (9)              | 3–1             | Wembley (9)                  |
| Tuffley Rovers (9)                | 2–5             | Harefield United (9)         |
| Holmer Green (9)                  | 3–2             | Shrivenham (9)               |
| Winslow United (10)               | 2–1             | Newport Pagnell Town (9)     |
| Cribbs (9)                        | 3–1             | Newent Town (10)             |
| Easington Sports (9)              | 2–0             | Tring Athletic (9)           |
| Aylesbury Vale Dynamos (9)        | 1–2             | Windsor (9)                  |
| Ardley Utd (9)                    | 0–0 (5-6 dtr)   | Edgware Town (9)             |
| Lydney Town (9)                   | 0–1             | Fairford Town (9)            |
| Risborough Rangers (10)           | 4–1             | Longlevens (9)               |
| Leighton Town (9)                 | 3–0             | Abingdon Utd (10)            |
| AFC Dunstable (8)                 | 4–0             | Hallen (9)                   |
| Royal Wootton Bassett Town (9)    | 2–2 (4-1 dtr)   | Chipping Sodbury Town (9)    |
| Burnham (9)                       | 0–0 (5-3 dtr)   | Cheltenham Saracens (10)     |
| North Greenford Utd (9)           | 1–2             | Brimscombe & Thrupp (9)      |
| CB Hounslow United (9)            | 6–1             | Banstead Athletic (9)        |
| East Preston (9)                  | 0–2             | Chatham Town (9)             |
| Billingshurst (10)                | 0–2             | Westside (10)                |
| Lordswood (9)                     | 2–3             | Hanworth Villa (9)           |
| Molesey (9)                       | 0–7             | Southall (9)                 |
| AFC Croydon Athletic (9)          | 0–3             | Sutton Common Rovers (9)     |
| Glebe (9)                         | 1–3             | Whyteleafe (8)               |
| Broadbridge Heath (9)             | 3–1             | Raynes Park Vale (9)         |
| Alfold (9)                        | 9–1             | Shoreham (10)                |
| Saltdean Utd (9)                  | 1–3             | Eastbourne Town (9)          |
| Kennington (10)                   | 0–1             | Erith & Belvedere (9)        |
| Langney Wanderers (9)             | 3–1             | Tower Hamlets (9)            |
| Abbey Rangers (9)                 | 3–1             | Welling Town (9)             |
| Oakwood (10)                      | 0–2             | Cobham (9)                   |
| Tunbridge Wells (9)               | 1–0             | Erith Town (9)               |
| Newhaven (9)                      | 1–1 (4-2 dtr)   | Lingfield (9)                |
| Broadfields Utd (9)               | 3–0             | Loxwood (9)                  |
| Crowborough Athletic (9)          | 3–4             | Crawley Down Gatwick (9)     |
| Redhill (9)                       | N.D.            | Egham Town (9)               |
| Fisher (9)                        | 2–0             | Horsham YMCA (9)             |
| Corinthian (9)                    | 2–1             | Sheerwater (9)               |
| K Sports (9)                      | 0–2             | Steyning Town (9)            |
| AFC Uckfield Town (9)             | 0–1             | Little Common (9)            |
| Lancing (9)                       | 3–3 (10-11 dtr) | Phoenix Sports (8)           |
| Eastbourne United Association (9) | 0–1             | Horley Town (9)              |
| Knaphill (9)                      | 0–4             | Deal Town (9)                |
| Bearsted (9)                      | 3–5             | Peacehaven & Telscombe (9)   |
| Spelthorne Sports (9)             | 1–0             | Virginia Water (9)           |
| Sheppey Utd (9)                   | 1–0             | Sutton Athletic (10)         |
| Pagham (9)                        | 2–1             | Fleet Town (9)               |
| Corsham Town (10)                 | 2–2 (4-3 dtr)   | Farnham Town (10)            |
| Hamworthy United (9)              | 3–0             | Calne Town (10)              |
| Badshot Lea (9)                   | 4–0             | Amesbury Town (9)            |
| Hamble Club (9)                   | 2–1             | Reading City (9)             |
| Frimley Green (9)                 | 1–0             | Fareham Town (9)             |
| Bashley (9)                       | 8–2             | Whitchurch United (10)       |
| Brockenhurst (9)                  | 0–1             | Lymington Town (9)           |
| Cowes Sports (9)                  | 1–0             | Totton & Eling (10)          |
| Basingstoke Town (8)              | 1–1 (5-4 dtr)   | Bournemouth (9)              |
| Camberley Town (9)                | 0–0 (5-4 dtr)   | Blackfield & Langley (9)     |
| Shaftesbury (9)                   | 2–2 (5-6 dtr)   | Fawley (10)                  |
| Tadley Calleva (9)                | 1–0             | Alresford Town (9)           |
| Bemerton Heath Harlequins (10)    | 2–1             | Horndean (9)                 |
| Christchurch (9)                  | 1–1 (7-6 dtr)   | Ascot Utd (9)                |
| AFC Portchester (9)               | 4–0             | Sandhurst Town (10)          |
| Keynsham Town (9)                 | 1–3             | Exmouth Town (9)             |
| Odd Down (9)                      | 1–4             | Helston Athletic} (10)       |
| Buckland Athletic (9)             | 1–1 (3-5 dtr)   | Bitton (9)                   |
| Wells City (10)                   | 2–0             | Bovey Tracey (10)            |
| Shepton Mallet (9)                | 3–0             | Torrington (10)              |
| Wellington (9)                    | 2–2 (3-4 dtr)   | Bodmin Town (10)             |
| Plymouth Parkway (9)              | 1–1 (4-5 dtr)   | Saltash United (10)          |
| Millbrook (10)                    | 0–1             | Bridgwater Town (9)          |
| Portland Utd (9)                  | 0–1             | Clevedon Town (9)            |
| Brislington (9)                   | 0–2             | Cadbury Heath (9)            |
| Newton Abbot Spurs (10)           | 3–0             | AFC St Austell (10)          |
| 2 settembre 2020                  |                 |                              |
| Crook Town (10)                   | 1–1 (5-4 dtr)   | Yorkshire Amateur (9)        |
| Guisborough Town (9)              | 1–0             | Newton Aycliffe (9)          |
| Stockton Town (9)                 | 3–0             | Shildon (9)                  |
| Heaton Stannington (10)           | 2–3             | West Auckland Town (9)       |
| Bishop Auckland (9)               | 1–0             | Hall Road Rangers (10)       |
| Avro (9)                          | 1–2             | Bootle (9)                   |
| Litherland REMYCA (9)             | 3–0             | Ashton Athletic (9)          |
| Campion (10)                      | 0–1             | Albion Sports (9)            |
| Carlton Town (8)                  | 1–1 (4-2 dtr)   | Loughborough University (9)  |
| Bottesford Town (9)               | 2–1             | Selston (9)                  |
| Holbeach United (9)               | 1–0             | Kirby Muxloe (10)            |
| Blackstones (10)                  | 2–3             | Boston Town (9)              |
| Pinchbeck Utd (9)                 | 0–4             | St Neots Town (8)            |
| Godmanchester Rovers (9)          | 1–1 (2-4 dtr)   | Ely City (9)                 |
| Park View (10)                    | 1–2             | Hashtag Utd (9)              |
| Baldock Town (9)                  | 2–2 (2-4 dtr)   | St Margaretsbury (9)         |
| West Essex (9)                    | 6–3             | Crawley Green (9)            |
| Ilford (9)                        | 1–3             | Halstead Town (10)           |
| Roman Glass St George (9)         | 1–2             | Flackwell Heath (9)          |
| Dunstable Town (9)                | 1–1 (4-3 dtr)   | Thame Rangers (10)           |
| Colliers Wood United (9)          | 0–1             | Hollands & Blair (9)         |
| Stansfeld (10)                    | 3–3 (4-3 dtr)   | Punjab United (9)            |
| Guildford City (9)                | 3–2             | Canterbury City (9)          |
| Mile Oak (10)                     | 0–4             | Beckenham Town (9)           |
| Balham (9)                        | 2–2 (3-5 dtr)   | Hassocks (9)                 |
| Baffins Milton Rovers (9)         | 1–2             | AFC Stoneham (9)             |
| Westbury United (9)               | 0–2             | Binfield (9)                 |
| Tavistock (9)                     | 2–0             | Bradford Town (9)            |
| Willand Rovers (8)                | 2–1             | Bridport (9)                 |
| Sherborne Town (10)               | 2–1             | Street (9)                   |
| 3 settembre 2020                  |                 |                              |
| St Helens Town (10)               | 1–1 (5-4 dtr)   | Cammell Laird 1907 (10)      |

### Turno preliminare
Il sorteggio del turno preliminare si è svolto anch'esso il 18 agosto, e ha visto l'ingresso di altre 136 squadre del 7º e 8º livello, oltre ai 184 vincitori del turno extra preliminare. A questo turno si sono qualificate 26 squadre di 10ª divisione, il campionato di livello più basso fin qui rappresentato.
| Squadra 1                      | Risultato       | Squadra 2                      |
| ------------------------------ | --------------- | ------------------------------ |
| 11 settembre 2020              |                 |                                |
| New Salamis (10)               | 5–1             | West Essex (9)                 |
| 12 settembre 2020              |                 |                                |
| Whitley Bay (9)                | N.D.            | Dunston UTS (8)                |
| Penrith (9)                    | 1–3             | West Allotment Celtic (10)     |
| Kendal Town (8)                | 0–5             | Bishop Auckland (9)            |
| West Auckland Town (9)         | 3–3 (3-0 dtr)   | Ashington (9)                  |
| Billingham Town (9)            | 1–2             | Stockton Town (9)              |
| Knaresborough Town (9)         | 1–3             | Workington (8)                 |
| Crook Town (10)                | 0–2             | Marske United (8)              |
| Thornaby (9)                   | 0–2             | Sunderland RCA (9)             |
| Frickley Athletic (8)          | 3–1             | Newcastle Benfield (9)         |
| Hebburn Town (9)               | 2–2 (4-5 dtr)   | Pontefract Collieries (8)      |
| Guisborough Town (9)           | 1–2             | Tadcaster Albion (8)           |
| Consett (9)                    | 2–2 (5-4 dtr)   | Ossett Utd (8)                 |
| Congleton Town (9)             | 1–2             | Skelmersdale Utd (9)           |
| Glossop North End (8)          | 0–3             | City of Liverpool (8)          |
| Ramsbottom United (8)          | 4–1             | Irlam (9)                      |
| Ashton Utd (7)                 | 2–0             | Squires Gate (9)               |
| Wythenshawe Amateurs (10)      | 1–4             | Trafford (8)                   |
| Runcorn Linnets (8)            | 2–0             | Albion Sports (9)              |
| Droylsden (8)                  | N.D.            | Litherland REMYCA (9)          |
| Silsden (9)                    | 2–5             | Bootle (9)                     |
| Mossley (8)                    | 3–0             | St Helens Town (10)            |
| Stocksbridge PS (8)            | 1–3             | Stalybridge Celtic (7)         |
| Northwich Victoria (9)         | 2–2 (4-5 dtr)   | Charnock Richard (9)           |
| Colne (8)                      | 0–2             | Prescot Cables (8)             |
| Runcorn Town (9)               | 1–1 (5-4 dtr)   | Brighouse Town (8)             |
| Warrington Rylands 1906 (9)    | 1–0             | Clitheroe (8)                  |
| Marine (8)                     | 2–1             | Barnoldswick Town (9)          |
| Widnes (8)                     | 2–3             | Longridge Town (9)             |
| Worcester City (9)             | 2–1             | Walsall Wood (9)               |
| OJM Black Country (10)         | 0–1             | Matlock Town (7)               |
| Coventry Sphinx (9)            | 0–0 (4-3 dtr)   | Coleshill Town (8)             |
| Sutton Coldfield Town (8)      | 0–1             | Belper Town (8)                |
| Kidsgrove Athletic (8)         | 0–1             | Chasetown (8)                  |
| Leek Town (8)                  | 2–1             | Sporting Khalsa (9)            |
| Westfields (9)                 | 2–0             | Whitchurch Alport (9)          |
| Racing Club Warwick (9)        | 1–1 (2-3 dtr)   | Bedworth Utd (8)               |
| Market Drayton Town (8)        | 0–1             | Tividale (9)                   |
| Newcastle Town (8)             | 1–2             | Halesowen Town (8)             |
| Evesham United (8)             | N.D.            | Coventry United (9)            |
| Hanley Town (9)                | 5–1             | Gresley Rovers (9)             |
| Shifnal Town (10)              | 4–1             | AFC Bridgnorth (10)            |
| Cleethorpes Town (8)           | 0–1             | AFC Mansfield (9)              |
| Boston Town (9)                | 0–3             | Coalville Town (7)             |
| Anstey Nomads (9)              | 1–2             | Worksop Town (8)               |
| Holbeach United (9)            | 0–4             | Sheffield (8)                  |
| Quorn (9)                      | 2–0             | Barton Town (9)                |
| Maltby Main (9)                | 0–4             | Newark (9)                     |
| West Bridgford (10)            | N.D.            | Lincoln Utd (8)                |
| Ilkeston Town (8)              | 3–0             | Shepshed Dynamo (9)            |
| Long Eaton Utd (9)             | 1–1 (4-2 dtr)   | Bottesford Town (9)            |
| GNG Oadby Town (9)             | N.D.            | Carlton Town (8)               |
| Lutterworth Town (9)           | 0–6             | Loughborough Dynamo (8)        |
| Wroxham (9)                    | 3–1             | Gorleston (9)                  |
| Biggleswade (8)                | 1–0             | Histon (8)                     |
| Cambridge City (8)             | 4–0             | Biggleswade United (9)         |
| Yaxley (8)                     | 1–2             | Stowmarket Town (9)            |
| Mildenhall Town (9)            | 1–1 (4-3 dtr)   | Corby Town (8)                 |
| Ely City (9)                   | 3–1             | Eynesbury Rovers (9)           |
| Stamford (8)                   | 4–0             | Diss Town (10)                 |
| Thetford Town (9)              | 0–2             | Potton United (9)              |
| Dereham Town (8)               | 3–2             | Whitton United (9)             |
| Daventry Town (8)              | 1–0             | Bedford Town (8)               |
| AFC Sudbury (8)                | 4–2             | Harborough Town (9)            |
| Haverhill Rovers (9)           | 4–3             | Wisbech Town (8)               |
| Cogenhoe United (9)            | 0–1             | Bury Town (8)                  |
| Long Melford (9)               | 0–0 (4-2 dtr)   | Kempston Rovers (8)            |
| Soham Town Rangers (8)         | 3–2             | St Neots Town (8)              |
| Royston Town (7)               | 6–0             | Newmarket Town (9)             |
| Great Wakering Rovers (8)      | 0–1             | Brantham Athletic (9)          |
| Welwyn G. City (8)             | 2–0             | Saffron Walden Town (9)        |
| Grays Athletic (8)             | 1–0             | Witham Town (8)                |
| Coggeshall Town (8)            | 2–0             | Tilbury (8)                    |
| Walthamstow (9)                | 1–1 (3-2 dtr)   | Cockfosters (9)                |
| Sawbridgeworth Town (9)        | 1–3             | St Margaretsbury (9)           |
| FC Romania (8)                 | 0–1             | Brentwood Town (8)             |
| Barking (8)                    | 2–0             | Heybridge Swifts (8)           |
| FC Clacton (9)                 | 1–1 (10-9 dtr)  | Hadley (9)                     |
| Hertford Town (8)              | 0–1             | Maldon & Tiptree (8)           |
| Bowers & Pitsea (7)            | 5–1             | Barton Rovers (8)              |
| Stansted (9)                   | 2–0             | Basildon Utd (8)               |
| Harlow Town (8)                | 3–0             | Sporting Bengal United (9)     |
| Harpenden Town (9)             | 0–3             | Aveley (8)                     |
| Canvey Island (8)              | 2–0             | Ware (8)                       |
| Leiston (7)                    | 5–0             | Halstead Town (10)             |
| Waltham Abbey (8)              | 1–0             | Woodford Town (9)              |
| Oxhey Jets (9)                 | 0–1             | Chalfont St Peter (8)          |
| Aylesbury Utd (8)              | 3–0             | Long Crendon (10)              |
| Risborough Rangers (10)        | 2–1             | Winslow United (10)            |
| Flackwell Heath (9)            | 0–3             | Cirencester Town (8)           |
| Didcot Town (8)                | 1–2             | Royal Wootton Bassett Town (9) |
| Holmer Green (9)               | 0–2             | Highworth Town (8)             |
| Dunstable Town (9)             | 1–1 (7-6 dtr)   | Easington Sports (9)           |
| Kidlington (8)                 | 1–0             | Thame Utd (8)                  |
| Cribbs (9)                     | 2–0             | Berkhamsted (8)                |
| Harefield United (9)           | 1–2             | Leighton Town (9)              |
| Brimscombe & Thrupp (9)        | 1–2             | Cinderford Town (8)            |
| Fairford Town (9)              | 2–2 (4-2 dtr)   | Edgware Town (9)               |
| Northwood (8)                  | 1–1 (4-2 dtr)   | Slimbridge AFC (8)             |
| Wantage Town (8)               | 3–2             | Windsor (9)                    |
| Marlow (8)                     | 2–0             | North Leigh (8)                |
| Thatcham Town (8)              | 1–5             | AFC Dunstable (8)              |
| Leverstock Green (9)           | 1–4             | Burnham (9)                    |
| Tunbridge Wells (9)            | 1–1 (4-1 dtr)   | Beckenham Town (9)             |
| Cray Valley PM (8)             | 6–0             | VCD Athletic (8)               |
| Hanwell Town (8)               | 4–1             | Spelthorne Sports (9)          |
| Sevenoaks Town (8)             | ABB.            | CB Hounslow United (9)         |
| Southall (9)                   | 2–1             | Ashford Town (8)               |
| Chertsey Town (8)              | 2–0             | Abbey Rangers (9)              |
| Staines Town (8)               | 2–1             | Guildford City (9)             |
| East Grinstead Town (8)        | 3–2             | Phoenix Sports (8)             |
| Langney Wanderers (9)          | 1–1 (2-3 dtr)   | Harrow Borough (7)             |
| Hastings Utd (8)               | 1–0             | Herne Bay (8)                  |
| Ramsgate (8)                   | 0–3             | Chipstead (8)                  |
| Sutton Common Rovers (9)       | 4–0             | Broadfields Utd (9)            |
| Carshalton Athletic (7)        | 5–1             | Whitstable Town (8)            |
| Bedfont Sports (8)             | 3–1             | Hassocks (9)                   |
| Deal Town (9)                  | 4–1             | Sittingbourne (8)              |
| Newhaven (9)                   | 1–2             | Corinthian (9)                 |
| Erith & Belvedere (9)          | 1–1 (4-3 dtr)   | Alfold (9)                     |
| Kingstonian (7)                | 4–1             | Horley Town (9)                |
| Westside (10)                  | 0–2             | Chatham Town (9)               |
| Cobham (9)                     | 1–1 (4-3 dtr)   | Three Bridges (8)              |
| Whyteleafe (8)                 | 4–0             | Peacehaven & Telscombe (9)     |
| Egham Town (9)                 | 1–3             | Crawley Down Gatwick (9)       |
| Steyning Town (9)              | 2–1             | Hanworth Villa (9)             |
| Broadbridge Heath (9)          | N.D.            | Haywards Heath Town (8)        |
| Sheppey Utd (9)                | 4–1             | Uxbridge (8)                   |
| Hythe Town (8)                 | 1–2             | South Park (8)                 |
| Tooting & Mitcham United (8)   | 2–2 (1-3 dtr)   | Fisher (9)                     |
| Stansfeld O&BC (10)            | 2–3             | Little Common (9)              |
| Faversham Town (8)             | 1–1 (6-5 dtr)   | Eastbourne Town (9)            |
| Ashford Utd (8)                | 2–0             | Whitehawk (8)                  |
| Burgess Hill Town (8)          | N.D.            | Hollands & Blair (9)           |
| Farnborough (7)                | 0–0 (4-3 dtr)   | Lymington Town (9)             |
| Hartley Wintney (7)            | 1–0             | Hamworthy United (9)           |
| Bashley (9)                    | 0–2             | Christchurch (9)               |
| Westfield (Surrey) (8)         | 2–2 (3-5 dtr)   | Frimley Green (9)              |
| Moneyfields (8)                | 4–2             | Camberley Town (9)             |
| Winchester City (8)            | 2–0             | Corsham Town (10)              |
| Cowes Sports (9)               | 1–0             | Hamble Club (9)                |
| Badshot Lea (9)                | 0–2             | Bracknell Town (8)             |
| Binfield (9)                   | 5–1             | AFC Totton (8)                 |
| Bemerton Heath Harlequins (10) | 0–1             | Sholing (8)                    |
| Wimborne Town (7)              | 3–0             | AFC Portchester (9)            |
| AFC Stoneham (9)               | 3–0             | Pagham (9)                     |
| Frome Town (8)                 | 3–0             | Bodmin Town (10)               |
| Cadbury Heath (9)              | 1–5             | Bristol Manor Farm (8)         |
| Exmouth Town (9)               | 0–2             | Melksham Town (8)              |
| Saltash United (10)            | 1–0             | Paulton Rovers (8)             |
| Shepton Mallet (9)             | 1–0             | Willand Rovers (8)             |
| Sherborne Town (10)            | 1–2             | Clevedon Town (9)              |
| Newton Abbot Spurs (10)        | 0–4             | Larkhall Athletic (8)          |
| Bideford (8)                   | 3–0             | Wells City (10)                |
| Bridgwater Town (9)            | 2–3             | Bitton (9)                     |
| Barnstaple Town (8)            | 2–0             | Helston Athletic (10)          |
| Tavistock (9)                  | 2–1             | Mangotsfield United (8)        |
| 13 settembre 2020              |                 |                                |
| Hashtag Utd (9)                | 1–1 (13-12 dtr) | Felixstowe & Walton United (8) |
| Fawley AFC (10)                | 0–1             | Tadley Calleva (9)             |
| 14 settembre 2020              |                 |                                |
| Basingstoke Town (8)           | 2–2 (1-3 dtr)   | Chichester City (8)            |

### Primo turno di qualificazione
Il sorteggio del primo turno di qualificazione si è svolto il 14 settembre 2020. Vi hanno preso parte i 160 vincitori del turno preliminare e le restanti 74 squadre di 7ª divisione. A questo turno si sono qualificate 6 squadre di 10ª divisione, il campionato di livello più basso fin qui rappresentato, vale a dire New Salamis, Risborough Rangers, Saltash United, Shifnal Town, West Allotment Celtic e West Bridgford
| Squadra 1                   | Risultato     | Squadra 2                      |
| --------------------------- | ------------- | ------------------------------ |
| 21 settembre 2021           |               |                                |
| Hitchin Town (7)            | 3–0           | Needham Market (7)             |
| Hashtag Utd (9)             | 1–1 (4-2 dtr) | Soham Town Rangers (8)         |
| New Salamis (10)            | 1–2           | Brentwood Town (8)             |
| Beaconsfield Town (7)       | 0–2           | Harrow Borough (7)             |
| Carshalton Athletic (7)     | 5–0           | Faversham Town (8)             |
| 22 settembre 2021           |               |                                |
| Sunderland RCA (9)          | 0–4           | Prescot Cables (8)             |
| Lancaster City (7)          | 1–0           | Runcorn Town (9)               |
| Warrington Town (7)         | 0–1           | South Shields (7)              |
| Marske United (8)           | 1–0           | Trafford (8)                   |
| Mossley (8)                 | 2–1           | Ramsbottom United (8)          |
| West Allotment Celtic (10)  | 0–5           | Hyde Utd (7)                   |
| Skelmersdale Utd (9)        | 2–1           | Bootle (9)                     |
| West Auckland Town (9)      | 0–1           | Runcorn Linnets (8)            |
| Whitley Bay (9)             | 3–2           | Witton Albion (7)              |
| Radcliffe FC (7)            | 5–3           | Workington (8)                 |
| Scarborough Athl. (7)       | 0–2           | Ashton Utd (7)                 |
| Frickley Athletic (8)       | 0–1           | Marine (8)                     |
| Whitby Town (7)             | 1–1 (3-4 dtr) | Warrington Rylands 1906 (9)    |
| City of Liverpool (8)       | 0–3           | Morpeth Town (7)               |
| Atherton Collieries (7)     | w/o[nb 13]    | Bamber Bridge (7)              |
| Longridge Town (9)          | 2–0           | Charnock Richard (9)           |
| Stalybridge Celtic (7)      | 3–0           | Bishop Auckland (9)            |
| Consett (9)                 | 1–0           | Stockton Town (9)              |
| FC United of Manchester (7) | 6–2           | Pontefract Collieries (8)      |
| Tadcaster Albion (8)        | 7–2           | Litherland REMYCA (9)          |
| Hednesford Town (7)         | 3–2           | Long Eaton Utd (9)             |
| Tamworth (7)                | 3–3 (5-4 dtr) | Stourbridge (7)                |
| Quorn (9)                   | 0–2           | Matlock Town (7)               |
| Leek Town (8)               | 1–2           | Mickleover (7)                 |
| Grantham Town (7)           | 2–2 (3-1 dtr) | Rushall Olympic (7)            |
| Nuneaton Borough (7)        | 2–1           | Loughborough Dynamo (8)        |
| Westfields (9)              | 1–3           | Worksop Town (8)               |
| West Bridgford (10)         | 0–1           | Halesowen Town (8)             |
| Coventry Sphinx (9)         | 0–2           | Ilkeston Town (8)              |
| Banbury United (7)          | 2–0           | Carlton Town (8)               |
| Chasetown (8)               | 2–1           | Basford Utd (7)                |
| Tividale (9)                | 2–4           | Nantwich Town (7)              |
| Barwell (7)                 | 3–1           | Bedworth Utd (8)               |
| AFC Mansfield (9)           | 3–0           | Gainsborough Trinity (7)       |
| Coalville Town (7)          | 2–0           | Sheffield (8)                  |
| Buxton (7)                  | 7–0           | Belper Town (8)                |
| Daventry Town (8)           | 0–2           | Evesham United (8)             |
| AFC Rushden & Diamonds (7)  | 0–5           | Newark (9)                     |
| Shifnal Town (10)           | 0–2           | Alvechurch (7)                 |
| Bromsgrove Sporting (7)     | 1–2           | Stratford Town (7)             |
| Hanley Town (9)             | 3–2           | Redditch Utd (7)               |
| Ely City (9)                | 1–2           | Biggleswade (8)                |
| Haverhill Rovers (9)        | 0–3           | Maldon & Tiptree (8)           |
| Walthamstow (9)             | 0–0 (4-3 dtr) | St Margaretsbury (9)           |
| Bury Town (8)               | 2–1           | Brightlingsea Regent (7)       |
| Dereham Town (8)            | 0–2           | Canvey Island (8)              |
| Kings Langley (7)           | 1–1 (4-2 dtr) | FC Clacton (9)                 |
| Stamford (8)                | 4–0           | AFC Sudbury (8)                |
| Bowers & Pitsea (7)         | 0–3           | Hornchurch (7)                 |
| Long Melford (9)            | 1–3           | Cheshunt (7)                   |
| Leiston (7)                 | 5–1           | Biggleswade Town (7)           |
| Cambridge City (8)          | 1–1 (4-2 dtr) | Stowmarket Town (9)            |
| Lowestoft Town (7)          | 2–3           | Aveley (8)                     |
| Peterborough Sports (7)     | 2–2 (5-4 dtr) | Enfield Town (7)               |
| Potters Bar Town (7)        | 1–0           | East Thurrock United (7)       |
| Harlow Town (8)             | 0–1           | Waltham Abbey (8)              |
| Royston Town (7)            | 2–0           | Wroxham (9)                    |
| Leighton Town (9)           | 4–0           | Mildenhall Town (9)            |
| Welwyn G. City (8)          | 1–1 (3-4 dtr) | Bishop's Stortford (7)         |
| Coggeshall Town (8)         | 0–1           | Stansted (9)                   |
| Barking (8)                 | 6–1           | Dunstable Town (9)             |
| Brantham Athletic (9)       | 1–0           | St Ives Town (7)               |
| Burnham (9)                 | 1–0           | Northwood (8)                  |
| Horsham (7)                 | 2–1           | Kingstonian (7)                |
| Corinthian (9)              | 3–1           | Sevenoaks Town (8)             |
| Hartley Wintney (7)         | 5–0           | Erith & Belvedere (9)          |
| Whyteleafe (8)              | 2–0           | Binfield (9)                   |
| Chipstead (8)               | 1–1 (4-2 dtr) | Deal Town (9)                  |
| Staines Town (8)            | 1–2           | Walton Casuals (7)             |
| Frimley Green (9)           | 1–1 (1-4 dtr) | Marlow (8)                     |
| Little Common (9)           | 0–3           | Corinthian-Casuals (7)         |
| Haringey Borough (7)        | 5–1           | Tunbridge Wells (9)            |
| Haywards Heath Town (8)     | 0–1           | Hanwell Town (8)               |
| Cobham (9)                  | 1–3           | Risborough Rangers (10)        |
| Ashford Utd (8)             | 1–4           | Bracknell Town (8)             |
| Bedfont Sports (8)          | 3–1           | Lewes (7)                      |
| Crawley Down Gatwick (9)    | 1–2           | Hendon (7)                     |
| Hastings Utd (8)            | 0–0 (6-5 dtr) | Chesham Utd (7)                |
| Steyning Town (9)           | 0–5           | Sheppey Utd (9)                |
| East Grinstead Town (8)     | 3–3 (4-2 dtr) | Worthing (7)                   |
| South Park (8)              | 2–2 (2-4 dtr) | Bognor Regis Town (7)          |
| Merstham (7)                | 2–2 (6-7 dtr) | AFC Dunstable (8)              |
| Chertsey Town (8)           | 0–0 (5-4 dtr) | Leatherhead (7)                |
| Chatham Town (9)            | 3–2           | Southall (9)                   |
| Chalfont St Peter (8)       | 2–3           | Farnborough (7)                |
| Margate (7)                 | 1–2           | Hayes & Yeading Utd (7)        |
| Fairford Town (9)           | 1–2           | Sholing (8)                    |
| Cinderford Town (8)         | 2–2 (5-6 dtr) | Royal Wootton Bassett Town (9) |
| Chichester City (8)         | 3–1           | Cribbs (9)                     |
| Cowes Sports (9)            | 0–5           | Weston-super-Mare (7)          |
| Aylesbury Utd (8)           | 2–2 (3-4 dtr) | Moneyfields (8)                |
| Taunton Town (7)            | 5–0           | Wantage Town (8)               |
| Winchester City (8)         | 3–2           | Clevedon Town (9)              |
| Tadley Calleva (9)          | 0–1           | Truro City (7)                 |
| Barnstaple Town (8)         | 2–3           | Wimborne Town (7)              |
| Yate Town (7)               | 1–2           | Bristol Manor Farm (8)         |
| Merthyr Town (7)            | N.D.          | Poole Town (7)                 |
| Frome Town (8)              | 4–1           | AFC Stoneham (9)               |
| Christchurch (9)            | 2–1           | Dorchester Town (7)            |
| Swindon Supermarine (7)     | 3–0           | Shepton Mallet (9)             |
| Saltash United (10)         | 3–1           | Cirencester Town (8)           |
| 23 settembre 2021           |               |                                |
| Worcester City (9)          | 2–3           | Stafford Rangers (7)           |
| Grays Athletic (8)          | 3–1           | Potton United (9)              |
| Sutton Common Rovers (9)    | 1–3           | Metropolitan Police (7)        |
| Wingate & Finchley (7)      | 1–4           | Folkestone Invicta (7)         |
| Cray Wanderers (7)          | 3–1           | Fisher (9)                     |
| Cray Valley PM (8)          | 3–1           | Burgess Hill Town (8)          |
| Tavistock (9)               | 2–2 (3-5 dtr) | Gosport Borough (7)            |
| Kidlington (8)              | 1–1 (4-2 dtr) | Salisbury (7)                  |
| Larkhall Athletic (8)       | 3–2           | Bitton (9)                     |
| Tiverton Town (7)           | 2–0           | Bideford (8)                   |
| Highworth Town (8)          | 1–1 (4-5 dtr) | Melksham Town (8)              |

### Secondo turno di qualificazione
Il sorteggio del secondo turno di qualificazione si è svolto il 25 settembre 2020. Vi hanno preso parte i 117 vincitori del primo turno di qualificazione e 43 squadre di 6ª divisione. A questo turno si sono qualificate 2 squadre di 10ª divisione, il campionato di livello più basso fin qui rappresentato, vale a dire Risborough Rangers e  Saltash United.
| Squadra 1                      | Risultato     | Squadra 2                   |
| ------------------------------ | ------------- | --------------------------- |
| 3 ottobre 2020                 |               |                             |
| Guiseley (6)                   | 4–0           | Atherton Collieries (7)     |
| Mossley (8)                    | 1–1 (3-4 dtr) | Tadcaster Albion (8)        |
| Chorley (6)                    | 2–1           | Gateshead (6)               |
| Southport (6)                  | 2–1           | Morpeth Town (7)            |
| Stalybridge Celtic (7)         | 2–3           | Longridge Town (9)          |
| Whitley Bay (9)                | 2–4           | Blyth Spartans (6)          |
| Farsley Celtic (6)             | 2–1           | Radcliffe FC (7)            |
| Runcorn Linnets (8)            | 1–1 (3-4 dtr) | Marine (8)                  |
| Ashton Utd (7)                 | 0–4           | South Shields (7)           |
| Curzon Ashton (6)              | 1–2           | FC United of Manchester (7) |
| Darlington (6)                 | 2–2 (5-4 dtr) | Prescot Cables (8)          |
| Bradford (Park Avenue) (6)     | 1–3           | Spennymoor Town (6)         |
| Warrington Rylands 1906 (9)    | 0–1           | York City (6)               |
| Hyde Utd (7)                   | 2–4           | AFC Fylde (6)               |
| Marske United (8)              | 6–0           | Consett (9)                 |
| Skelmersdale Utd (9)           | 2–1           | Lancaster City (7)          |
| Boston Utd (6)                 | 4–2           | AFC Mansfield (9)           |
| Hednesford Town (7)            | 0–0 (3-5 dtr) | Halesowen Town (8)          |
| Coalville Town (7)             | 1–2           | Alfreton Town (6)           |
| Tamworth (7)                   | 3–1           | Evesham United (8)          |
| Chasetown (8)                  | 1–1 (4-5 dtr) | AFC Telford United (6)      |
| Alvechurch (7)                 | 2–2 (4-2 dtr) | Kidderminster (6)           |
| Nantwich Town (7)              | 1–0           | Barwell (7)                 |
| Mickleover (7)                 | 4–1           | Newark (9)                  |
| Buxton (7)                     | 0–0 (2-4 dtr) | Stafford Rangers (7)        |
| Grantham Town (7)              | 0–1           | Matlock Town (7)            |
| Leamington (6)                 | 0–1           | Banbury Utd (7)             |
| Worksop Town (8)               | 2–2 (3-5 dtr) | Chester (6)                 |
| Nuneaton Borough (7)           | 2–1           | Stratford Town (7)          |
| Ilkeston Town (8)              | 4–1           | Hanley Town (9)             |
| AFC Dunstable (8)              | 1–2           | Hemel H. Town (6)           |
| Brackley Town (6)              | 2–2 (4-2 dtr) | Billericay Town (6)         |
| Maldon & Tiptree (8)           | 2–2 (5-4 dtr) | Grays Athletic (8)          |
| Canvey Island (8)              | 2–2 (4–3 p)   | Biggleswade (8)             |
| Cheshunt (7)                   | 1–2           | Cambridge City (8)          |
| Royston Town (7)               | 2–2 (4-2 dtr) | Stamford (8)                |
| Barking (8)                    | 2–2 (3–2 p)   | Kings Langley (7)           |
| Hashtag Utd (9)                | 1–1 (6-7 dtr) | Braintree Town (6)          |
| St Albans City (6)             | 5–0           | Hitchin Town (7)            |
| Bishop's Stortford (7)         | 1–0           | Brentwood Town (8)          |
| Concord Rangers (6)            | rinv.         | Potters Bar Town (7)        |
| Walthamstow (9)                | 0–2           | Hornchurch (7)              |
| Leighton Town (9)              | 1–2           | Leiston (7)                 |
| Brantham Athletic (9)          | 0–3           | Aveley (8)                  |
| Kettering Town (6)             | 2–0           | Chelmsford City (6)         |
| Peterborough Sports (7)        | 4–2           | Stansted (9)                |
| Bury Town (8)                  | 4–1           | Waltham Abbey (8)           |
| Hayes & Yeading Utd (7)        | 5–0           | Bognor Regis Town (7)       |
| Dartford (6)                   | 0–1           | Slough Town (6)             |
| Farnborough (7)                | 0–1           | Tonbridge Angels (6)        |
| Harrow Borough (7)             | 1–5           | Cray Valley PM (8)          |
| Chipstead (8)                  | 1–0           | East Grinstead Town (8)     |
| Chichester City (8)            | 2–1           | Risborough Rangers (10)     |
| Corinthian-Casuals (7)         | 2–2 (1-3 dtr) | Dulwich Hamlet (6)          |
| Haringey Borough (7)           | 2–0           | Chertsey Town (8)           |
| Folkestone Invicta (7)         | 0–3           | Chatham Town (9)            |
| Hendon (7)                     | 0–1           | Maidstone Utd (6)           |
| Hanwell Town (8)               | 3–5           | Hartley Wintney (7)         |
| Moneyfields (8)                | 2–6           | Cray Wanderers (7)          |
| Ebbsfleet Utd (6)              | 2–2 (4-1 dtr) | Hastings Utd (8)            |
| Sheppey Utd (9)                | 2–0           | Welling Utd (6)             |
| Corinthian (9)                 | 0–1           | Hampton & Richmond (6)      |
| Bedfont Sports (8)             | 2–0           | Carshalton Athletic (7)     |
| Dorking Wanderers (6)          | 3–3 (3-4 dtr) | Eastbourne Borough (6)      |
| Bracknell Town (8)             | 2–2 (4-3 dtr) | Marlow (8)                  |
| Metropolitan Police (7)        | 1–2           | Walton Casuals (7)          |
| Burnham (9)                    | P–P           | Whyteleafe (8)              |
| Weston-super-Mare (7)          | 2–2 (4-2 dtr) | Swindon Supermarine (7)     |
| Truro City (7)                 | 4–0           | Hungerford Town (6)         |
| Saltash United (10)            | 1–3           | Sholing (8)                 |
| Frome Tow (8)                  | 1–1 (3-4 dtr) | Larkhall Athletic (8)       |
| Christchurch (9)               | 1–1 (6-5 dtr) | Gloucester City (6)         |
| Tiverton Town (7)              | 3–5           | Taunton Town (7)            |
| Gosport Borough (7)            | 1–3           | Hereford (6)                |
| Bath City (6)                  | 3–2           | Winchester City (8)         |
| Wimborne Town (7)              | 0–0 (5-4 dtr) | Melksham Town (8)           |
| Kidlington (8)                 | 1–1 (6-7 dtr) | Bristol Manor Farm (8)      |
| Royal Wootton Bassett Town (9) | 1–2           | Oxford City (6)             |
| Chippenham Town (6)            | 2–2 (5-4 dtr) | Poole Town (7)              |
| 4 ottobre 2020                 |               |                             |
| Concord Rangers (6)            | 2–1           | Potters Bar Town (7)        |
| Havant & Waterlooville (6)     | 2–1           | Horsham (7)                 |
| 5 ottobre 2020                 |               |                             |
| Burnham (9)                    | 1–3           | Whyteleafe (8)              |

### Terzo turno di qualificazione
Il sorteggio del terzo turno di qualificazione si è svolto il 5 ottobre 2020. Vi hanno preso parte gli 80 vincitori del secondo turno di qualificazione. A questo turno si sono qualificate 5 squadre di 9ª divisione, il campionato di livello più basso fin qui rappresentato, vale a dire Chatham Town, Christchurch, Longridge Town, Sheppey United e Skelmersdale United.
| Squadra 1                   | Risultato     | Squadra 2              |
| --------------------------- | ------------- | ---------------------- |
| 13 ottobre 2020             |               |                        |
| Southport (6)               | 1–1 (2-4 dtr) | South Shields (7)      |
| Longridge Town (9)          | 0–1           | Skelmersdale Utd (9)   |
| Chester (6)                 | 3–1           | Spennymoor Town (6)    |
| Farsley Celtic (6)          | 1–3           | AFC Fylde (6)          |
| Darlington (6)              | 6–1           | Tadcaster Albion (8)   |
| Marine (8)                  | 4–1           | Nantwich Town (7)      |
| Chorley (6)                 | 1–0           | York City (6)          |
| Guiseley (6)                | 2–0           | Matlock Town (7)       |
| FC United of Manchester (7) | N.D.          | Alfreton Town (6)      |
| St Albans City (6)          | 1–1 (4-3 dtr) | Mickleover (7)         |
| Braintree Town (6)          | 0–1           | Maldon & Tiptree (8)   |
| Ilkeston Town (8)           | 1–0           | Alvechurch (7)         |
| Stafford Rangers (7)        | 3–1           | Hereford (6)           |
| Peterborough Sports (7)     | 1–1 (6-7 dtr) | Banbury Utd (7)        |
| Leiston (7)                 | 0–0 (9-8 dtr) | AFC Telford United (6) |
| Brackley Town (6)           | N.D.          | Kettering Town (6)     |
| Cambridge City (8)          | 2–0           | Halesowen Town (8)     |
| Oxford City (6)             | 6–1           | Tamworth (7)           |
| Bury Town (8)               | 2–0           | Nuneaton Borough (7)   |
| Boston Utd (6)              | N.D.          | Hemel H. Town (6)      |
| Haringey Borough (7)        | 5–1           | Bracknell Town (8)     |
| Bedfont Sports (8)          | 0–2           | Canvey Island (8)      |
| Cray Valley PM (8)          | 2–0           | Aveley (8)             |
| Hartley Wintney (7)         | 3–1           | Barking (8)            |
| Bristol Manor Farm (8)      | 3–3 (2-4 dtr) | Cray Wanderers (7)     |
| Eastbourne Borough (6)      | 3–1           | Sheppey Utd (9)        |
| Hayes & Yeading Utd (7)     | 0–0 (4-2 dtr) | Chipstead (8)          |
| Slough Town (6)             | 0–1           | Bath City (6)          |
| Taunton Town (7)            | 4–2           | Truro City (7)         |
| Christchurch (9)            | 1–1 (1-3 dtr) | Dulwich Hamlet (6)     |
| Wimborne Town (7)           | 2–2 (3-1 dtr) | Maidstone Utd (6)      |
| Sholing (8)                 | 5–2           | Walton Casuals (7)     |
| Chichester City (8)         | 1–2           | Tonbridge Angels (6)   |
| Weston-super-Mare (7)       | 6–0           | Larkhall Athletic (8)  |
| Hampton & Richmond (6)      | 2–2 (4-3 dtr) | Hornchurch (7)         |
| Whyteleafe (8)              | 1–2           | Concord Rangers (6)    |
| Ebbsfleet Utd (6)           | 1–1 (8-9 dtr) | Chippenham Town (6)    |
| 14 ottobre 2020             |               |                        |
| Marske United (8)           | 1–0           | Blyth Spartans (6)     |
| Bishop's Stortford (7)      | 3–0           | Royston Town (7)       |
| Havant & Waterlooville (6)  | 4–1           | Chatham Town (9)       |

### Quarto turno di qualificazione
Il sorteggio del quarto turno di qualificazione si è svolto il 15 ottobre 2020. Vi hanno preso parte i 40 vincitori del terzo turno di qualificazione e le 23 squadre di National League. A questo turno si è qualificata una squadra di 9ª divisione, lo Skelmersdale United, il campionato di livello più basso fin qui rappresentato. Vista la rinuncia del Macclesfield Town, i suoi avversari del Chorley hanno ricevuto un bye per il passaggio al turno successivo.
| Squadra 1                   | Risultato     | Squadra 2                  |
| --------------------------- | ------------- | -------------------------- |
| 24 ottobre 2020             |               |                            |
| Darlington (6)              | 2–0           | Cambridge City (8)         |
| Stafford Rangers (7)        | 1–4           | Skelmersdale Utd (9)       |
| Solihull Moors (5)          | 4–0           | Wrexham (5)                |
| Banbury Utd (7)             | 2–1           | Bury Town (8)              |
| South Shields (7)           | 2–0           | Halifax Town (5)           |
| Ilkeston Town (8)           | 0–6           | Hartlepool Utd (5)         |
| FC United of Manchester (7) | 2–1           | Guiseley (6)               |
| Brackley Town (6)           | 5–1           | Marske United (8)          |
| King's Lynn Town (5)        | N.D.          | Notts County (5)           |
| Stockport County (5)        | 1–1 (6-7 dtr) | Chesterfield (5)           |
| Chester (6)                 | 0–1           | Marine (8)                 |
| Maidenhead United (5)       | 2–3           | Cray Valley PM (8)         |
| Canvey Island (8)           | 3–2           | Cray Wanderers (7)         |
| Wealdstone (5)              | 0–2           | Hayes & Yeading Utd (7)    |
| Sutton Utd (5)              | 0–1           | Bromley (5)                |
| Tonbridge Angels (6)        | 5–0           | Taunton Town (7)           |
| Hemel H. Town (6)           | 0–1           | Hampton & Richmond (6)     |
| Aldershot Town (5)          | 1–2           | Woking (5)                 |
| Maldon & Tiptree (8)        | 1–0           | Haringey Borough (7)       |
| Dag & Red (5)               | 1–0           | Hartley Wintney (7)        |
| Leiston (7)                 | 2–3           | Barnet (5)                 |
| Weymouth (5)                | 2–3           | Oxford City (6)            |
| Eastbourne Borough (6)      | 1–0           | Dulwich Hamlet (6)         |
| Eastleigh (5)               | 3–1           | Weston-super-Mare (7)      |
| Sholing (8)                 | 0–2           | Torquay Utd (5)            |
| Bath City (6)               | 0–3           | Havant & Waterlooville (6) |
| Boreham Wood (5)            | 2–0           | Wimborne Town (7)          |
| Yeovil Town (5)             | 3–3 (7-6 dtr) | Dover Athletic (5)         |
| Concord Rangers (6)         | 2–1           | Chippenham Town (6)        |
| Chorley (6)                 | Bye           |                            |
| 25 ottobre 2020             |               |                            |
| AFC Fylde (6)               | 2–1           | Altrincham (5)             |
| 26 ottobre 2020             |               |                            |
| Bishop's Stortford (7)      | 2–0           | St Albans City (6)         |
| 4 novembre 2020             |               |                            |
| Stockport County (5)        | 4–0           | Chesterfield (5)           |